# Garzanti
La Garzanti è una storica casa editrice italiana, fondata a Milano nel 1939. Oggi fa parte del gruppo editoriale Mauri Spagnol.

## Storia

### Origini
Le origini della Garzanti risalgono al 1938, quando il forlivese Aldo Garzanti rilevò la casa editrice Fratelli Treves a prezzo irrisorio grazie alle leggi razziali fasciste: i proprietari, i fratelli Treves, erano ebrei. Fondata a Milano da Emilio Treves nel 1861, il passaggio ufficiale di proprietà avvenne nell'aprile 1939: nacque così la "Aldo Garzanti editore già Fratelli Treves". La casa editrice fu notevolmente danneggiata durante seconda guerra mondiale, quando i bombardamenti anglo-americani a Milano nel 1943 ne devastarono anche gli archivi. Nel 1948 esce la Piccola Enciclopedia Garzanti (PEG) in due volumi, la prima piccola enciclopedia per le famiglie, alla quale avevano lavorato durante la guerra un gruppo di studiosi clandestini, coordinati da Rinaldo De Benedetti.
Nel 1951 esce anche l'Enciclopedia Scientifica e Tecnica Garzanti, in due volumi. Nel 1949 viene fondato, sempre da Rinaldo De Benedetti, il mensile L'Illustrazione Scientifica, alla quale collaboravano come grafico impaginatore Bruno Munari e per le copertine il pittore Fulvio Bianconi. Era l'antesignano di quello che sarebbe stata poi Le Scienze, ma qui gli autori erano quasi tutti italiani ad esclusione di due articoli al mese che venivano presi da Scientific American, rivista che entrava per la prima volta in Italia, essendo proibita dal regime fascista. Negli stessi anni Rinaldo De Benedetti fonda la Collana di Psicanalisi, che affida ad Antonio Miotto. Questa disciplina, che era stata vietata dal fascismo, entra in Italia per la prima volta. Nel 1949-50 venne iniziate la nuova collana saggistica/enciclopedica «Saper tutto», che proseguirà con molti titoli fino al 1969.
Già nel 1952 la guida della casa editrice fu assunta da Livio Garzanti, che alla morte del padre nel 1961 ne divenne presidente. Egli arricchì il catalogo coi titoli di autori come Carlo Emilio Gadda, Goffredo Parise, Paolo Volponi, Mario Soldati, Beppe Fenoglio e soprattutto di Pier Paolo Pasolini, oltre ad autori stranieri di narrativa, Ian Fleming, e poeti. Nel 1949, la casa editrice pubblica lo scrittore americano Truman Capote, da allora e tuttora in catalogo con le sue opere sempre ristampate e, ultimamente, ritradotte. Garzanti iniziò inoltre pubblicazioni anche in campi diversi da quello più tipicamente letterario, in cui era specializzata la Treves, in particolare saggi di storia, letteratura italiana (Cecchi-Sapegno), filosofia (Geymonat) e psicanalisi (Miotto).

### Anni Sessanta-Ottanta
Tra gli anni Sessanta e gli Ottanta la Garzanti entra nel mondo dei dizionari con i grandi vocabolari di inglese, francese e italiano; nascono le collane Elefanti, tascabili di narrativa e saggistica, e I Grandi Libri, dedicata ai classici della letteratura. 
Nel 1962 esce l'«Enciclopedia universale», capostipite della fortunata serie di enciclopedie tematiche che diverrà nota come Le Garzantine, opere di agile consultazione in formato tascabile. Da segnalare anche la Storia della letteratura italiana diretta da Emilio Cecchi e Natalino Sapegno (1965-69).
Al 1971 risale la pubblicazione dell'«Enciclopedia Europea», opera destinata alla vendita rateale. In questo periodo, in cui erano dunque attivi nella casa editrice più settori (Varia, Scolastica e Linguistica, Grandi Opere), si avvicendano alla direzione editoriale della Varia Piero Gelli, Ernesto Ferrero e Gianandrea Piccioli, che svolgerà tale funzione sino al termine del 2002.
Autore ancor oggi nel catalogo è Michael Crichton.
Nel 1980 è il primo editore dell'allora sconosciuto Andrea Camilleri con Un filo di fumo, uscito senza successo.
Nel 1984, Italo Calvino abbandona l'Einaudi, allora in crisi, per passare con alcuni titoli alla Garzanti. A condurre in porto le trattative fu il direttore editoriale Piero Gelli. Dopo la morte improvvisa di Calvino, escono per Garzanti le celeberrime Lezioni americane, dal successo clamoroso. Sarà solo una parentesi di pochi anni, perché la vedova di Calvino trasferisce l'opera calviniana a Mondadori all'inizio degli anni Novanta.
Negli anni Ottanta, entrano nel catalogo autori come Paul Scott - con la sua tetralogia The Raj Quartet (il quarto libro non verrà tradotto; uscirà solo nel 2023 per l'editore Fazi) - e Salman Rushdie, passato presto alla Mondadori.

### Anni Novanta
La UTET acquista nel 1995 il 51% di Garzanti Editore; il rimanente capitale sociale viene acquistato dalle Messaggerie italiane. Nel 1998, dopo la dismissione della tipografia di Cernusco sul Naviglio e il passaggio della rete di vendita alla Pro Libro, la Garzanti Editore modifica l'assetto delle sue tre divisioni: la Linguistica, coi dizionari, le Grandi Opere e il catalogo di scolastica passarono al Gruppo De Agostini, mentre dalla cessione a Messaggerie del catalogo di Varia, Grandi Libri e Garzantine nasce Garzanti Libri.

### Anni Duemila
Nel 2001 si avvia il processo di liquidazione della Garzanti Editore S.p.A. conclusosi con la costituzione della Garzanti Editore S.r.l. che mantiene la proprietà dei Marchi Garzanti e fa capo allo stesso azionariato della liquidata.
Alla fine del 2002, dopo il pensionamento di Gianandrea Piccioli, Messaggerie Italiane affida la casa editrice a Stefano Mauri, che ne diventa amministratore delegato; Renzo Guidieri è il direttore generale e Oliviero Ponte di Pinodirettore editoriale. Il risanamento e rinnovamento comincia nel 2003 con la pubblicazione in edicola in abbinamento a “Il Giornale” della collezione delle Garzantine; seguono analoghe iniziative nel 2005 con “Sorrisi e Canzoni” e nel 2008 con “Il Corriere della Sera”. Nel 2006 viene costituito il Gruppo editoriale Mauri Spagnol (GeMS), che vede al suo interno anche Garzanti Libri; nel 2014 Garzanti Libri acquisisce l'intera quota azionaria di Garzanti Editore entrando così in pieno possesso del marchio e cambiando ragione sociale in Garzanti S.r.l.
Nel 2004 Fabio Mauri diventa presidente; nel 2009, alla morte di Fabio Mauri, Gherardo Colombo diventa presidente. Nel 2010 Elena Campominosi subentra a Renzo Guidieri e alla fine del 2012 la direzione editoriale passa a Paolo Zaninoni con Elisabetta Migliavada sua vice e direttrice della Narrativa.

## Collane
- I Coriandoli
- I Grandi Libri
- I Libri della Spiga
- Le Garzantine
- Saper tutto
- Narratori Moderni
- Nuova Biblioteca
- Saggi
- Collezione Storica
- La Biblioteca della Spiga
- I gialli Garzanti
- Gli Elefanti
- Elefanti Bestseller
- Super Elefanti Bestseller
- i piccoli grandi libri
- Il corso della storia

## Premi Nobel
- Elie Wiesel, Premio Nobel per la Pace (1986)
- Kenzaburō Ōe, Premio Nobel per la Letteratura (1994)
- Malala Yousafzai, Premio Nobel per la Pace (2014)
- Abdulrazak Gurnah, Premio Nobel per la Letteratura (2021)

## Premi Strega
- Mario Soldati, Le lettere da Capri (1954)
- Paolo Volponi, La macchina mondiale (1965)
- Ferdinando Camon, Un altare per la madre (1978)
- Claudio Magris, Microcosmi (1997)